# Ázsia Expressz
Az Ázsia Expressz a TV2 licencszerződésen alapuló kaland-valóságshow-ja. A műsor formátuma a holland Peking Express című műsoron alapszik. A műsorvezetője Ördög Nóra.

## Története
A holland–belga Peking Express licence alapján került Magyarországra. A világban sok változata van. Az első évadban Vietnámtól, Laoszon és Kambodzsán keresztül Thaiföldig kellett eljutniuk a versenyzőknek, míg a második évadban Srí Lankától, Indián keresztül Thaiföldig kellett utazniuk. A harmadik évadában Jordániától Üzbegisztánig kellett eljutni, Törökországon és Grúzián keresztül. A negyedik évadban Mexikó és Guatemala volt az úticél. Az ötödik évad úticélja Fülöp-szigetek és Tajvan.
 a hatodik évad helyszíne: Malajzia és Indonézia
Az első évad nyertese Ambrus Attila és Berki Krisztián, a másodiké Horváth Gréta és Meggyes Dávid, a harmadiké Halastyák Fanni és Szlépka Armand, a negyediké Kucsera Gábor és Tóth Dávid, az ötödiké Béres Anett és Sáfrány Emese.

## Évadok
| Évad | Évad | Részek száma | Párok | Sugárzás            | Sugárzás           | Győztes                           | 2. helyezett                         | 3. helyezett                     | Műsorvezető | Országok                                     | Eredeti adó |
| Évad | Évad | Részek száma | Párok | Évadbemutató        | Évadzáró           | Győztes                           | 2. helyezett                         | 3. helyezett                     | Műsorvezető | Országok                                     | Eredeti adó |
| ---- | ---- | ------------ | ----- | ------------------- | ------------------ | --------------------------------- | ------------------------------------ | -------------------------------- | ----------- | -------------------------------------------- | ----------- |
|      | 1.   | 30           | 7     | 2017. november 7.   | 2017. december 16. | Ambrus Attila és Berki Krisztián  | Kulcsár Edina és Csuti               | Megyeri Csilla és Molnár Zsolt   | Ördög Nóra  | Vietnám, Laosz, Kambodzsa és Thaiföld        |             |
|      | 2.   | 30           | 8     | 2019. augusztus 26. | 2019. október 4.   | Horváth Gréta és Meggyes Dávid    | Janicsák Veca és Ladányi Jancsó Ábel | Demcsák Zsuzsa és Kandász Andrea | Ördög Nóra  | Srí Lanka, India és Thaiföld                 |             |
|      | 3.   | 30           | 9     | 2022. október 10.   | 2022. november 18. | Halastyák Fanni és Szlépka Armand | Nyári Darinka és Kiss Ernő Zsolt     | Gyebnár Csekka és Mérai Katalin  | Ördög Nóra  | Jordánia, Törökország, Grúzia és Üzbegisztán |             |
|      | 4.   | 32           | 9     | 2023. október 7.    | 2023. november 17. | Kucsera Gábor és Tóth Dávid       | Hegyes Berci és Vágner Fanni         | Kempf Zozo és Pető Brúnó         | Ördög Nóra  | Mexikó és Guatemala                          |             |
|      | 5.   | 31           | 9     | 2024. szeptember 1. | 2024. október 11.  | Béres Anett és Sáfrány Emese      | Mikes Anna és Krausz Gábor           | Dárdai Blanka és L.L. Junior     | Ördög Nóra  | Fülöp-szigetek és Tajvan                     |             |
|      | 6.   | ?            | 8     | 2025. augusztus 31. |                    | ?                                 | ?                                    | ?                                | Ördög Nóra  | Malajzia és Indonézia                        |             |

Az első évad 2017. november 7-én indult. A második évad 2019. augusztus 26-án indult. A harmadik évad 2022. október 10-én indult. A negyedik évad Felfedezzük Amerikát alcímmel 2023. október 7-én indult. Az ötödik évad 2024. szeptember 1-jén indult. A hatodik évad 2025. augusztus 31-én indul.

## Versenyzők
| Hely. | Évadok                             | Évadok                               | Évadok                            | Évadok                            | Évadok                            | Évadok |
| Hely. | Első                               | Második                              | Harmadik                          | Negyedik                          | Ötödik                            | Hatodik |
| ----- | ---------------------------------- | ------------------------------------ | --------------------------------- | --------------------------------- | --------------------------------- | --- |
| 1.    | Ambrus Attila és Berki Krisztián   | Horváth Gréta és Meggyes Dávid       | Halastyák Fanni és Szlépka Armand | Kucsera Gábor és Tóth Dávid       | Béres Anett és Sáfrány Emese      | - Curtis és Barnai Judit - Vastag Csaba és Domján Evelin - Lakatos Levente és Dulin Metta - Bódi Megyer és Bódi Hunor - Fodor Rajmund és Ungvári Miklós - Tallós Rita és Barbinek Paula - Németh Kristóf és Mészáros Árpád Zsolt - Sofi és Németh Vini |
| 2.    | Kulcsár Edina és Csuti             | Janicsák Veca és Ladányi Jancsó Ábel | Nyári Darinka és Kiss Ernő Zsolt  | Hegyes Berci és Vágner Fanni      | Mikes Anna és Krausz Gábor        | - Curtis és Barnai Judit - Vastag Csaba és Domján Evelin - Lakatos Levente és Dulin Metta - Bódi Megyer és Bódi Hunor - Fodor Rajmund és Ungvári Miklós - Tallós Rita és Barbinek Paula - Németh Kristóf és Mészáros Árpád Zsolt - Sofi és Németh Vini |
| 3.    | Megyeri Csilla és Molnár Zsolt     | Demcsák Zsuzsa és Kandász Andrea     | Gyebnár Csekka és Mérai Katalin   | Kempf Zozo és Pető Brúnó          | Dárdai Blanka és L.L. Junior      | - Curtis és Barnai Judit - Vastag Csaba és Domján Evelin - Lakatos Levente és Dulin Metta - Bódi Megyer és Bódi Hunor - Fodor Rajmund és Ungvári Miklós - Tallós Rita és Barbinek Paula - Németh Kristóf és Mészáros Árpád Zsolt - Sofi és Németh Vini |
| 4.    | Pallavicini Zita és Cseke Katinka  | Gáspár Evelin és Gáspár Zsolti       | Gáspár Bea és Gáspár Győző        | Kecskés Enikő és Kafi Rea Milla   | Szuperák Barbara és Jolly         | - Curtis és Barnai Judit - Vastag Csaba és Domján Evelin - Lakatos Levente és Dulin Metta - Bódi Megyer és Bódi Hunor - Fodor Rajmund és Ungvári Miklós - Tallós Rita és Barbinek Paula - Németh Kristóf és Mészáros Árpád Zsolt - Sofi és Németh Vini |
| 5.    | Fésűs Nelly és Muri Enikő          | Hódi Pamela és Bereczki Krisztián    | Gelencsér Tímea és Rozs Gergő     | Nagy Alekosz és Varsányi Réka     | Zsigmond Angéla és Mészáros Bende | - Curtis és Barnai Judit - Vastag Csaba és Domján Evelin - Lakatos Levente és Dulin Metta - Bódi Megyer és Bódi Hunor - Fodor Rajmund és Ungvári Miklós - Tallós Rita és Barbinek Paula - Németh Kristóf és Mészáros Árpád Zsolt - Sofi és Németh Vini |
| 6.    | Gaál Noémi és Németh Lajos         | Liu Shaoang és Liu Shaolin Sándor    | Marics Peti és Valkusz Milán      | Völgyi Zsuzsi és Kunovics Katinka | Stohl András és Till Attila       | - Curtis és Barnai Judit - Vastag Csaba és Domján Evelin - Lakatos Levente és Dulin Metta - Bódi Megyer és Bódi Hunor - Fodor Rajmund és Ungvári Miklós - Tallós Rita és Barbinek Paula - Németh Kristóf és Mészáros Árpád Zsolt - Sofi és Németh Vini |
| 7.    | R. Kárpáti Péter és Kárpáti Rebeka | Bereczki Krisztián és Bohos Kornél   | Király Linda és Király Viktor     | Sipos F. Tamás és Sipos Dani      | Laky Zsuzsanna és Dietz Guszti    | - Curtis és Barnai Judit - Vastag Csaba és Domján Evelin - Lakatos Levente és Dulin Metta - Bódi Megyer és Bódi Hunor - Fodor Rajmund és Ungvári Miklós - Tallós Rita és Barbinek Paula - Németh Kristóf és Mészáros Árpád Zsolt - Sofi és Németh Vini |
| 8.    |                                    | Hódi Pamela és Huszár Zsófi          | Balogh Szimóna és Gelencsér Tímea | Kecskés Enikő és Kafi Rea Milla   | Cserpes Laura és Cserpes István   | - Curtis és Barnai Judit - Vastag Csaba és Domján Evelin - Lakatos Levente és Dulin Metta - Bódi Megyer és Bódi Hunor - Fodor Rajmund és Ungvári Miklós - Tallós Rita és Barbinek Paula - Németh Kristóf és Mészáros Árpád Zsolt - Sofi és Németh Vini |
| 9.    |                                    |                                      | Kása András és Rozs Gergő         | Völgyi Zsuzsi és Kunovics Katinka | Zámbó Adrián és Zámbó Krisztián   | - Curtis és Barnai Judit - Vastag Csaba és Domján Evelin - Lakatos Levente és Dulin Metta - Bódi Megyer és Bódi Hunor - Fodor Rajmund és Ungvári Miklós - Tallós Rita és Barbinek Paula - Németh Kristóf és Mészáros Árpád Zsolt - Sofi és Németh Vini |